# Ben Dorsa
I Ben Dorsa sono una struttura geologica della superficie di Venere.